# Zoo Dvůr Králové
Zoo Dvůr Králové (Safari park Dvůr Králové) – ogród zoologiczny, utworzony 9 maja 1946, zlokalizowany w Dvůr Králové nad Labem na obszarze 79 ha. Jego operatorem jest spółka akcyjna Zoo Dvůr Králové a.s., założona w 2005 r., stanowiąca własność władz kraju hradeckiego.
Zoo posiada największą w Europie kolekcję zwierząt afrykańskich, a jego głównymi atrakcjami są: przejażdżka busem oraz nocne safari. Można w nim zobaczyć galerię obrazów Zdenka Buriana.